# Ernest Istook

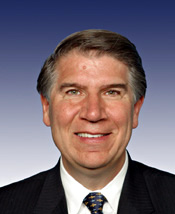
Ernest Istook

Ernest James Istook Jr. (* 11. Februar 1950 in Fort Worth, Texas) ist ein US-amerikanischer Politiker. Zwischen 1993 und 2007 vertrat er den fünften Wahlbezirk des Bundesstaates Oklahoma im US-Repräsentantenhaus.

## Werdegang
Ernest Istook besuchte bis 1967 die Castleberry High School in Fort Worth und danach bis 1971 die Baylor University in Waco. Nach einem Jurastudium an der juristischen Fakultät der Oklahoma City University und seiner 1976 erfolgten Zulassung als Rechtsanwalt begann er in seinem neuen Beruf zu praktizieren. Während seiner Studienzeit war Ernest Istook auch als Rundfunknachrichtensprecher tätig.
Politisch wurde er Mitglied der Republikanischen Partei. Zwischen 1977 und 1978 gehörte er einem Staatsausschuss von Oklahoma zur Kontrolle des Umgangs mit alkoholischen Getränken an; er wurde ferner juristischer Berater von Gouverneur David L. Boren. Von 1982 bis 1986 war Istook Mitglied im Verwaltungsrat der öffentlichen Büchereien im Oklahoma County, seit 1985 war er Vorsitzender dieses Gremiums. Zur gleichen Zeit war er Mitglied im Ortschaftsrat und Leiter der Handelskammer von Warr Acres, einem Vorort von Oklahoma. Zwischen 1987 und 1993 war Ernest Istook Abgeordneter im Repräsentantenhaus von Oklahoma.
1992 wurde Istook im fünften Distrikt von Oklahoma in das US-Repräsentantenhaus in Washington gewählt, wo er am 3. Januar 1993 die Nachfolge von Mickey Edwards antrat. Nach sechs Wiederwahlen konnte er sein Mandat im Kongress bis zum 3. Januar 2007 ausüben. Er war zeitweise Mitglied im Haushaltsausschuss und im Ausschuss für nationale Sicherheit (Homeland Security Committee). Im Kongress war Ernest Istook eher konservativ. Er war gegen die Abtreibung und gleichgeschlechtliche Ehen. Dafür wollte er das Schulgebet in der Verfassung verankern. Er war gegen die Unterzeichnung des Kyoto-Protokolls und unterstützte die Regierung von Präsident George W. Bush rückhaltlos.
Im Jahr 2006 verzichtete Istook auf eine weitere Kandidatur für das Repräsentantenhaus. Stattdessen bewarb er sich erfolglos um die Stelle des Gouverneurs von Oklahoma. Bei den Wahlen unterlag er mit 33,5 % der Stimmen dem demokratischen Amtsinhaber Brad Henry. Später wurde Istook noch indirekt in einen Bestechungsskandal verwickelt, in dem es um Wahlkampfspenden ging.
Ernest Istook ist seit 1973 verheiratet und hat fünf Kinder.